# Sjabbe Bouman
Sjabbe Bron Bouman (Sint Maarten, 17 september 1915 – Amsterdam, 4 november 2008) was een Nederlandse atleet, die zich had toegelegd op de middellange afstanden. Hij maakte vooral furore op de 800 m, waarop hij een reeks van elf achtereenvolgende Nederlandse kampioenschappen op zijn naam schreef in de periode van 1934 tot en met 1944. Ook vestigde hij verschillende nationale records.

## Loopbaan

### Vele interlands
Bouman, die niet alleen gedurende zijn gehele actieve atletiekcarrière, maar ook daarna altijd lid is geweest van de Amsterdamse atletiekvereniging AAC, was in de jaren dertig en veertig een succesvol international. Naast zijn nationale triomfen en zijn deelname aan vele interlands, is op internationaal gebied de vierde plaats die hij in 1938 op de 800 m behaalde tijdens de Europese kampioenschappen in Parijs, zijn meest in het oog springende prestatie. Zijn daar gelopen tijd, 1.52,3, betekende een nationaal record; het zou pas negen jaar later door Frits de Ruijter worden verbeterd.

### Nationale records
Sjabbe Bouman was betrokken bij de vestiging van nog vijf andere nationale records. In 1935 maakte hij deel uit van het 4 x 1500 m estafetteteam van AAC, verder bestaande uit Jo Sweres, Klaas Bianchi en Jan Heymans, dat de beste nationale toptijd tot dan toe van 17.41,0 voor clubteams, stammend uit 1932, aanscherpte tot 17.36,0. Drie jaar later vestigde hij het eerste van een drietal records op de 800 m: op 15 mei 1938 kwam hij in het Duitse Kassel tot 1.54,4, een verbetering van het record van Adriaan Paulen met 0,7 seconde, waarna hij zich nog in datzelfde jaar verder verbeterde via 1.54,2 op 19 juli in Berlijn tot de reeds genoemde 1.52,3.
In 1943 maakte Bouman vervolgens deel uit van de estafetteploeg van AAC op de 4 x 800 m, die op 27 juni van dat jaar in Amsterdam tot een tijd van 8.07,6 kwam. De ploeg bestond verder uit Jo Sandbergen, Lon van Volen en Henk van Olffsen. Ten slotte zorgde hij er samen met Wim Bakker, William Powell en Henk van Olffsen op 9 juli 1944 voor dat het clubrecord op de 4 x 1500 m, dat sinds 1937 weer verloren was gegaan, met 16.59,8 opnieuw in Amsterdamse handen terugkeerde.

### Vrienden van de K.N.A.U.
Na zijn actieve atletiekloopbaan is Bouman vanaf de oprichting in 1951 tot aan zijn dood lid geweest van de Vereniging Vrienden van de K.N.A.U.. Deze vereniging telt tegenwoordig ruim 300 leden, van olympiagangers tot ex-kampioenen en voormalige atletiekbestuurders.
Sjabbe Bouman bereikte de respectabele leeftijd van 93 jaar.

## Nederlandse kampioenschappen
| Onderdeel | Jaar                                                             |
| --------- | ---------------------------------------------------------------- |
| 800 m     | 1934, 1935, 1936, 1937, 1938, 1939, 1940, 1941, 1942, 1943, 1944 |

## Persoonlijke records
| Onderdeel | Prestatie      | Datum            | Plaats |
| --------- | -------------- | ---------------- | ------ |
| 800 m     | 1.52,3 (ex-NR) | 4 september 1938 | Parijs |
| 1500 m    | 4.06,7         | 1939             |        |

## Onderscheidingen
- Unie-erekruis in goud van de KNAU - 1955